# Lianhe (köping i Kina, Inre Mongoliet, lat 44,77, long 120,55)
Lianhe (kinesiska: 联合, 联合镇) är en köping i Kina. Den ligger i den autonoma regionen Inre Mongoliet, i den norra delen av landet, omkring 850 kilometer nordost om regionhuvudstaden Hohhot.
Genomsnittlig årsnederbörd är 535 millimeter. Den regnigaste månaden är juli, med i genomsnitt 162 mm nederbörd, och den torraste är februari, med 3 mm nederbörd.